# 七块厝 (台南市)
七塊厝是臺灣臺南市學甲區的一個舊有傳統聚落名稱，位於學甲十三庄的中社庄境內，同時也是學甲47角頭聚落之一，早期的行政編制為煥昌里，因行政區的調整現與一秀里合併為學秀昌里。   

## 地理位置
七塊厝位處於學甲市區（街）北邊，約是天仁工商東面一帶，早期時是平原的農業區，目前因工商業的發達，幾乎都是現代化的屋樓。而據說開基祖先李煥昌較喜以捕魚為生，應與往昔此地近海的生態環境有關，也因此學甲北區居民捕魚風氣較為興盛。此外，古時學甲不少臨倒風內海之地，由於地形地勢之故常會有一些傳說，相傳七塊厝此地又叫鯉魚穴（鯉魚潛水），且以前本地為學甲最低之處，全學甲的地表水都匯集到此向北流出，故而七塊厝的鯉魚穴的魚頭向南而水流向北。

## 建庄脈絡
一般認為七塊厝（Tshit-tè-tsh；煥昌）是由來自中國福建泉州南安縣18都深潭里（今為南安縣海山鎮）人士李煥昌，約於三百餘年前來臺所開墾。李氏三兄弟在明末清初 (名永曆15年、清順治18年 : 1661年) 3人攜3尊關帝神像入臺，出來時原居同一地，然其後3兄弟分移三地，長兄奉大關帝移居嘉義篩斗坑，三弟奉三關帝開墾於將軍區後港仔一帶，本名「李二」的李煥昌（「煥昌為字」）則在學甲落腳定居，在地的「煥昌祠」是較為顯著的佐證。
落腳學甲開墾之後，李煥昌育有2子長子為李綿，原寓意子孫綿長之意然其卻無後，而次子李進（寓意為綿延進展之意）竟生有7子（另有一說為6子1女，女兒乃招贅鄭氏為夫），大房李尊星、2房李選、3房李嚴、4房李朴直、5房李忠、6房李府和尾房李傑等7房子嗣。
基於李煥昌的兒輩中僅有次子所生7個後代子嗣，且嗣後又分別居住於七地，接著也都紛紛立門戶且各自有屋厝，故而當地人將此稱之為「七塊厝」，也就是說「七塊厝」是以李氏後代孫輩數為名，其後代又有一些分移筏仔頭及紅蝦港。筏仔頭是於道光22年（1842年），由三、五房分出；紅蝦港則是由七房分出，光復後有分移至臺東。到了日治時期又將七塊厝劃分為學甲第四保，終戰後為紀念開基祖先復再次更名為「煥昌村」，民國57年（1968年）學甲升格為鎮後又後再度易名為「煥昌里」，此舉乃為飲水思源的深意。民國95年（2006年）2月1日行政區域調整，將一秀里與煥昌里合併為秀昌里。 

## 宗教
七塊厝（煥昌）聚落有兩間角頭廟分別是文衡殿以及鎮壽殿，文衡殿主祀為關聖帝君，而鎮壽殿主祀為五穀仙帝（即神農大帝）。 其中主祀二關帝的文衡殿，此神係李煥昌由福建所奉迎來臺，創建於清光緒元年，一開始名為煥昌祠，嗣後民國50年（1961年）由村長倡議重建，以「公厝」建築格局築造，隔年竣工啟用，並更名為「文衡殿」。

## 交通
學甲七塊厝有3條重要聯外道路分別是臺19、臺84以及市174線。
臺84線下交流道，往南走臺19線，要進入學甲庄街之前，會先經過煥昌，而臺19線公路在114.5KM 處成了中正路，在丁字路口接中華路三段；在115KM+200M 處有一個三岔路口，交會華宗路、三民路、中正路，往三民路即進入本聚落。至於市171線8K+500M此處所指的學甲，指的即是「學甲市區」，範圍大抵西起信義路，東至中華路（東外環），北起三連路，南至寶發路（南外環），面積約4平方公里。此外，七塊厝通往頭港仔的174線，在學甲市區的路段稱作「三連路」，這是為表彰新頭港仔人吳三連對學甲的貢獻而命名，她的命名與華宗路屬同性質。

## 圖集

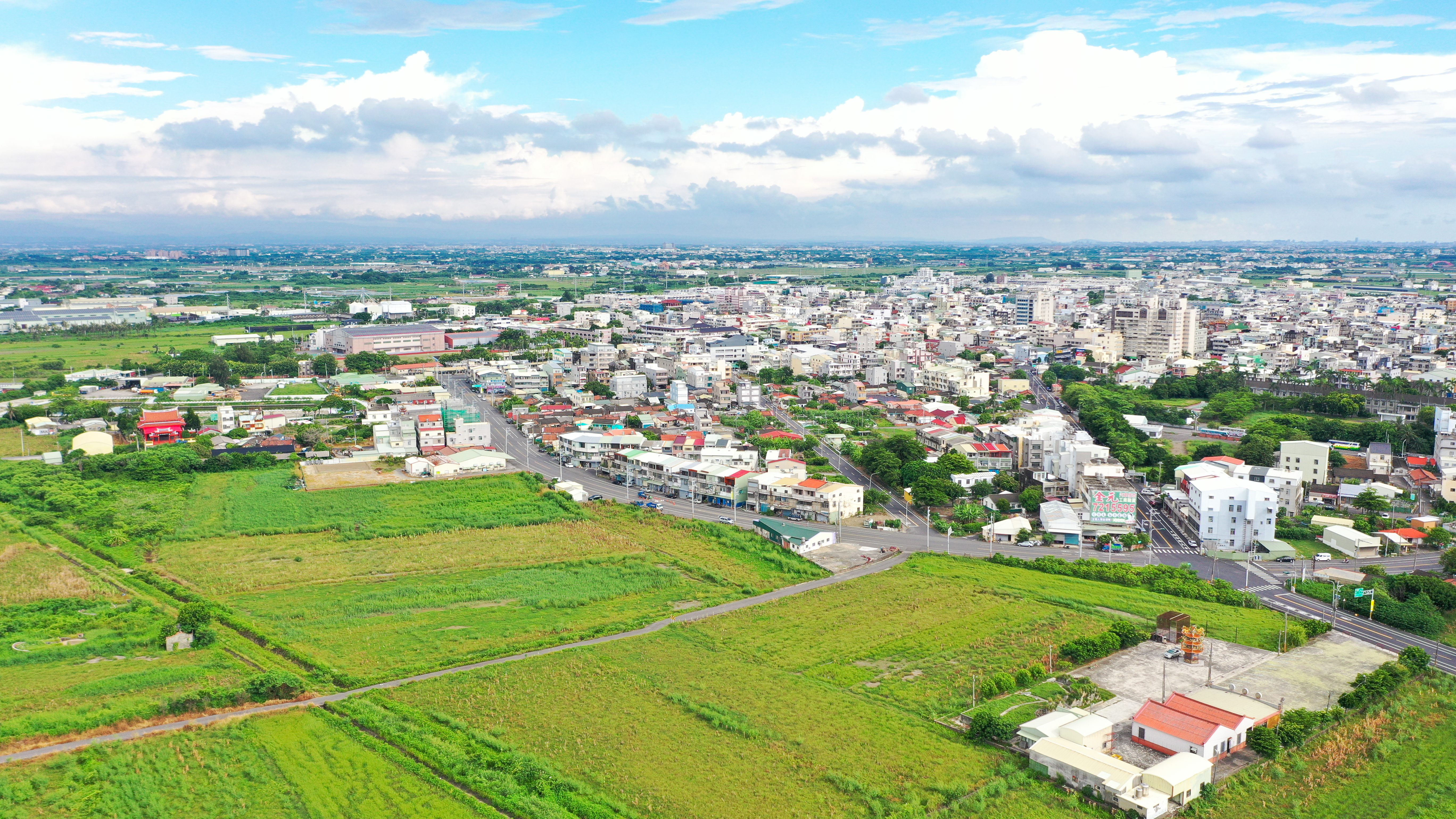
學甲七塊厝(煥昌)-農田
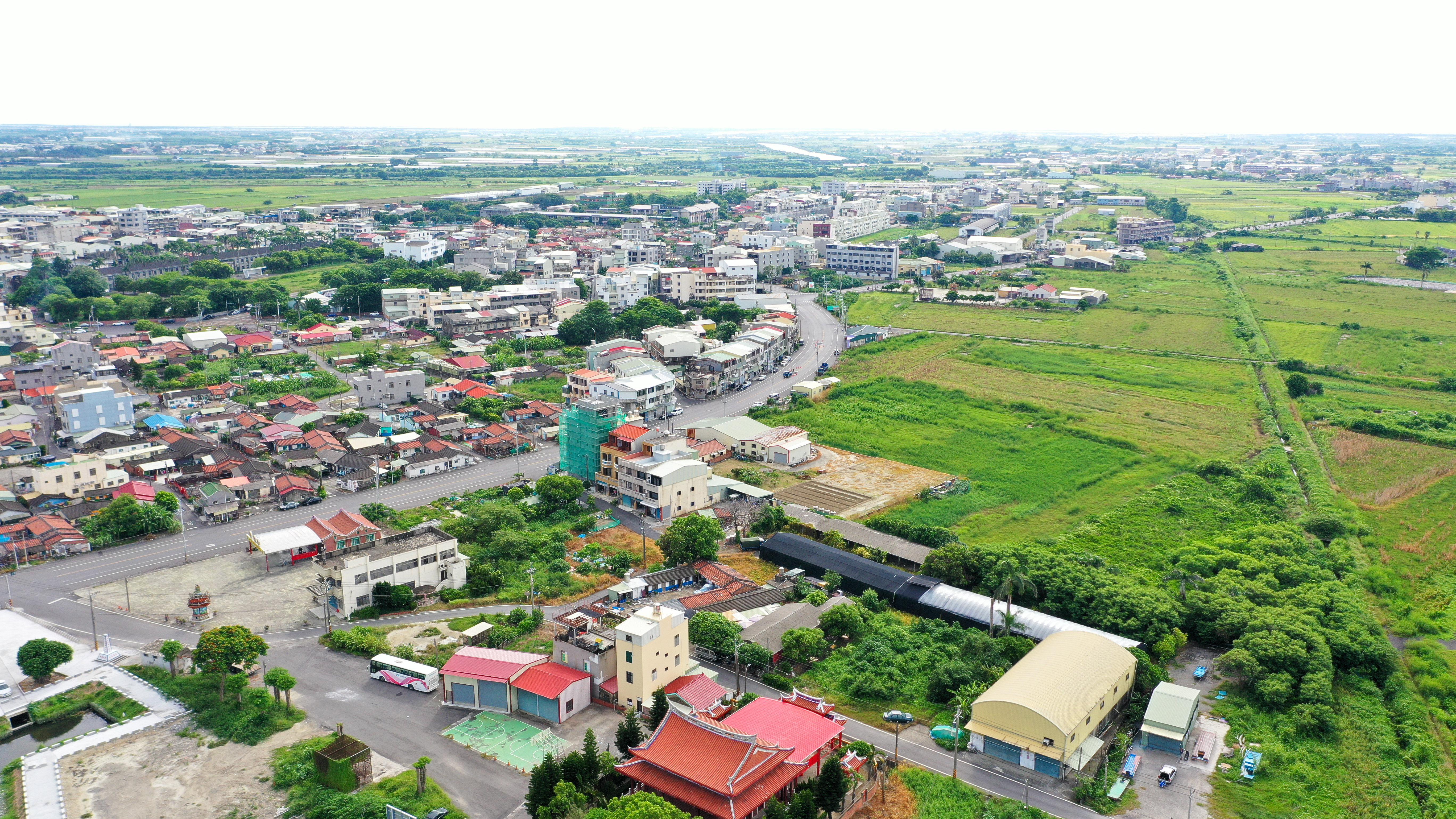
學甲七塊厝(煥昌)-空照
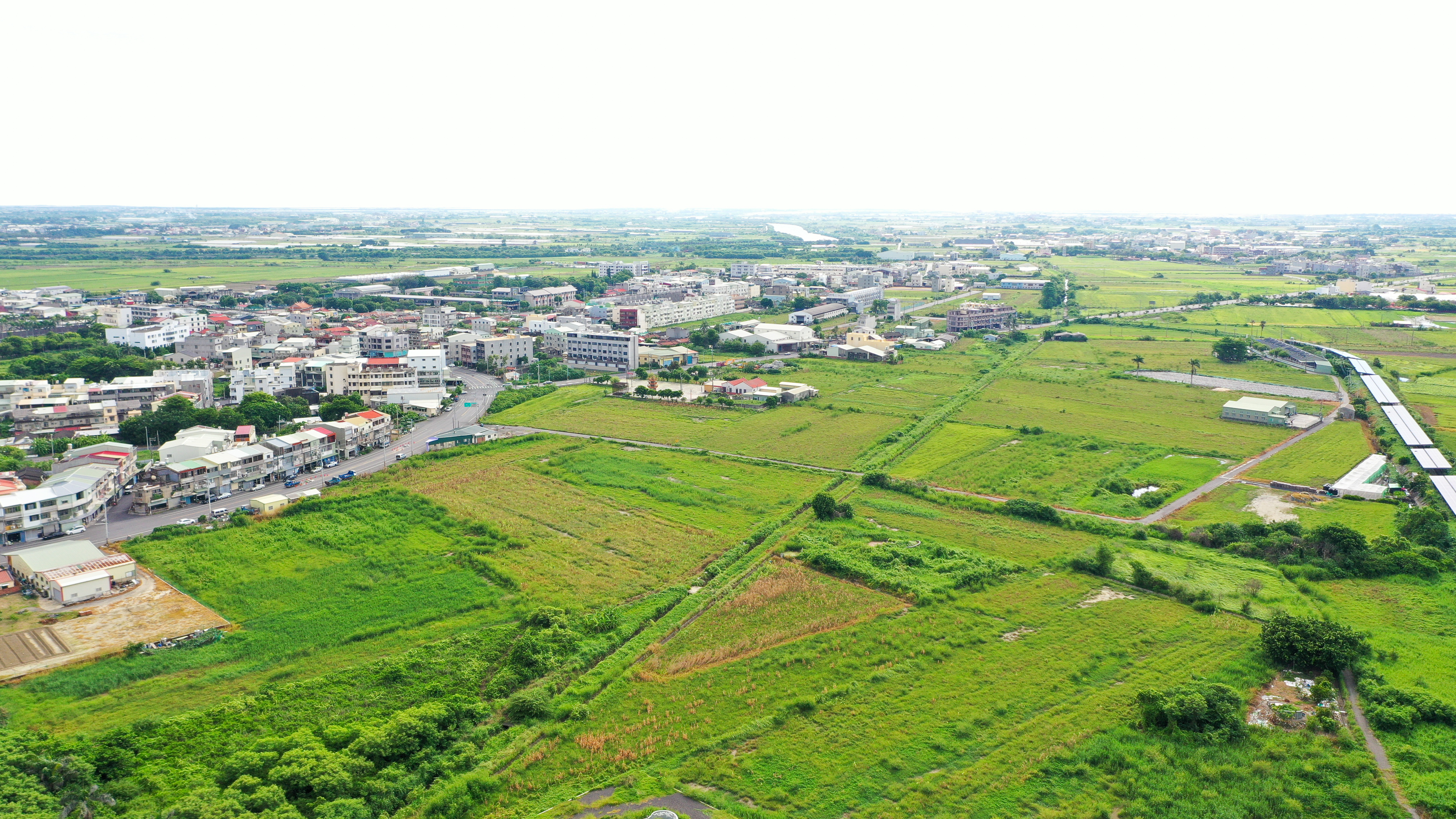
學甲七塊厝(煥昌)-農田